# Representant Especial de les Nacions Unides sobre la Violència Sexual en Conflicte
El Representant Especial de les Nacions Unides sobre la Violència Sexual en Conflicte, formalment Oficina del Representant Especial del Secretari General sobre Violència Sexual en Conflicte (SRSG-SVC), és una oficina del Secretariat de l'ONU encarregafs de servir com a portaveu i advocat polític de les Nacions Unides sobre la violència sexual relacionada amb els conflictes. El representant especial ocupa el càrrec de Subsecretari General de les Nacions Unides i presideix l'acció de l'ONU contra la violència sexual en conflictes. L'oficina va ser creada per la Resolució 1888 del Consell de Seguretat de les Nacions Unides, presentada per Hillary Clinton, i la primera Representant Especial, Margot Wallström, va prendre possessió del càrrec el 2010. L'actual representant especial és Pramila Patten, que va ser nomenada el 2017.

## Història i rol
L'oficina va ser establerta per la Resolució 1888 del Consell de Seguretat de les Nacions Unides el 30 de setembre de 2009; la resolució va ser presentada per la secretària d'Estat dels Estats Units, Hillary Clinton, que també presidia la sessió del consell de seguretat. El representant especial presenta informes al Secretari General i al Consell de Seguretat.
La primera representant especial, Margot Wallström, assumí el càrrec l'abril de 2010. L'agost de 2010 el Secretari General Ban Ki-moon va enviar Wallström a la República Democràtica del Congo per ajudar a investigar les reclamacions que els combatents rebels havien violar més de 150 dones i nens petits durant quatre dies a unes milles d'una base de les Nacions Unides al país. Wallström es va dirigir després al Consell de Seguretat en una sessió de setembre de 2010 sobre l'ús de la violència sexual com a arma per les milícies rebels i les tropes del govern a les províncies orientals de la República Democràtica del Congo. En el seu discurs, va demostrar que les violacions a les províncies de Kivu del Nord i Kivu del Sud no eren un incident aïllat sinó que formaven part d'un patró més ampli de violació sistemàtica i pillatge".

## Llista de representants especials
| N. | Nom              | Estat        | mandat         |
| -- | ---------------- | ------------ | -------------- |
| #1 | Margot Wallström | Suècia       | 2010 – 2012    |
| #2 | Zainab Bangura   | Sierra Leone | 2012 – 2017    |
| #3 | Pramila Patten   | Maurici      | 2017 – present |